# Sphecosoma mathani
Sphecosoma mathani là một loài bướm đêm thuộc phân họ Arctiinae, họ Erebidae.